# Garam masala
Garam masala (sastavljena je od hindskih riječi (गरम मसाला) garam ("vruća") i masala ("smjesa")) je osnovna smjesa glavnih začina i veoma je raširena u Indijskoj i drugim južnoazijskim kuhinjama. Koristi se samostalno ili s drugim začinima. Riječ garam označava intenzitet začina, ali ne koliko je ljuta; garam masala znači vrućinu, a ne "ljuto" kao čili paprika.

## Sastojci
Sastojci garam masale mjenjaju se u velikom spektru prema indijskim regijama. Neki od uobičajenih sastojaka su crni i bijeli papar, klinčić, list malabara, dugi papar (poznat kao pippali), crni kumin (poznat kao shahi jeera), sjeme kumina, cimet, crni, smeđi i zeleni kardamom, muškatni oraščić, anis i sjeme korijandera. Različite kombinacije ovih i drugih začina koriste se u regionalnim varijacijama garam masale, ali sve se smatraju jednako autentične.
Neki recepti zahtijevaju da se začini pomješaju s biljkama, dok drugi mješaju začine s vodom, octem ili drugim tekućinama kao što je kokosovo mlijeko, pa od nje naprave pastu. U nekim od recepata dodaju se orasi, luk ili češnjak. Okusi moraju biti pažljivo izmješani da se postigne odgovarajući učinak, ili u nekim slučajevima osnovni okus mora biti naglašen za određeno jelo koje se želi pripremiti. Garam masala se većinom prži prije upotrebe, jer tako oslobođa svoj miris i aromu.

## Regionalne varijacije
Sveopće je shvaćanje da se začini koji će biti stavljeni u garam masalu razlikuju prema regiji i osobnom ukusu. U sjeverozapadnoj Indiji garam masala obično uključuje klinčić, crni i/ili smeđi kardamom, cimet, muškatni oraščić. Crni papar se dodaje u smjesu samo ako će se odmah koristiti, ali ako će se pohraniti, miris će oslabiti, a također postoji mogućnost da izmjeni svoj karakter. Određene regije koriste crni kumin i korijander u prašku. Sastojci se miješaju zajedno, ali ne prže.

## Komercijalne mješavine
Garam masala je u trgovinama dostupna kao gotova komercijalna osnovna smjesa raznih začina. Mnoge komercijalne smjese sadrže više ili manje skupe začine i mogu sadržavati sušene crvene čili papričice, sušeni češnjak, đumbir u prahu, sezam, sjeme gorušnice, kukurmu, korijander, list malibara, zvjezdani anis i komorač. I dok se komercijalno pripremljena garam masala može kupiti gotova, i sa svim osnovnim začinima, ona se teško čuva i brzo gubi svoju aromu. Osnovni začini, koji zadržavaju svježinu mnogo dulje, mogu biti smješani i izmljeveni prije korištenja. Kad se komercijalno pripremljena masala koristi kao začin, većinom se dodaje na kraju kuhanja tako da ostane puna aroma. Doma pripremljena garam masala se dodaje u masnoću prije kuhanja, ulje ili ghee kako bi se postigao intenzivniji okus.

## Vanjske poveznice
- Kerala Garam masala  Arhivirana inačica izvorne stranice od 16. prosinca 2017. (Wayback Machine) (engl.)
- Punjabi and Kashmiri Garam Masala  Arhivirana inačica izvorne stranice od 1. travnja 2016. (Wayback Machine) (engl.)
- Masala and curry powders (engl.)
- Another garam masala recipe  Arhivirana inačica izvorne stranice od 2. srpnja 2020. (Wayback Machine) (engl.)
- Punjabi garam masala recipe - naučite kako doma napraviti garam masalu